# Distrito do Alto Taunus
O Distrito do Alto Taunus (em alemão:  Hochtaunuskreis) é um distrito da Alemanha, na região administrativa de Darmstadt, estado de Hessen.

## Cidades e Municípios

Cidades e municípios no Distrito do Alto Taunus

| Cidades | Municípios                                                          |
| --- | ------------------------------------------------------------------- |
| 1. Bad Homburg vor der Höhe 2. Friedrichsdorf 3. Königstein im Taunus 4. Kronberg im Taunus 5. Neu-Anspach 6. Oberursel (Taunus) 7. Steinbach (Taunus) 8. Usingen | 1. Glashütten 2. Grävenwiesbach 3. Schmitten 4. Wehrheim 5. Weilrod |